# 北野 (京都市)
北野（きたの）は京都の地名。現在は京都市上京区・北区に位置する。その名は平安京大内裏の北方の野であることに由来する。同様の由来を持つ地名としては紫野などがある。

## 概況
京都の七野の一つとされ、平安京大内裏の北の野の意であり、現在は北野天満宮一帯を指す地名である。七野は、京都の北方に展開する野の総称であり、代表的なものとしては内野・北野・平野・上野・紫野・蓮台野・〆野の7つとし、一説には〆野に代わって萩野あるいは御栗栖野を入れるというものである。
北野の地には古く右近馬場（右近衛府の馬場）があり、菅原道真を祀る北野天満宮が造営されてからは、天満宮が中心となり、北野と言えば天満宮を指すようになった。
天正15年（1587年）には豊臣秀吉によって千利休の主催で大茶会（北野大茶湯）が開かれたことでも知られており、近世に入ると上七軒を中心とする一帯に花街が発展した。
現在、紙屋川（天神川）東側の北野天満宮が位置する上京区側の公称町名は馬喰町などの細かい町名により構成されており、京都市内の地域自治の単位となる区域である元学区でいうと概ね翔鸞学区にあたる。一方、紙屋川西側の北区には、近世の北野村に由来する「北野」を冠する公称町名を持つ地域が位置しており、以下の「#公称町名」の節で説明する。

## 公称町名
現在、公称町名に北野を冠する地域は、北野天満宮が位置する上京区ではなく、紙屋川以西の北区に位置し、北野紅梅町、北野東紅梅町、北野上白梅町、北野下白梅町、北野西白梅町の5町が存在する。

### 沿革

#### 近世から京都市編入まで
この地域の公称町名に冠する「北野」は、近世の葛野郡北野村（きたのむら）に由来する。
畑作を中心とした近郊農村として発展し、村内には元誓願寺通（今小路通）が通り、洛中との交通路となっていた。
東は紙屋川を隔てて洛中、西は松原村・等持院村、北は平野村、南は大将軍村と接しており、実相院領および南禅寺塔頭の岩栖院領であった。
村域の北東部は、古代・中世を通じて、北野天満宮の境内地に含まれていた。
北野村は、明治22年（1889年）に、大北山村、小北山村、松原村、等持院村、大将軍村と合併し、衣笠村の大字となった。
衣笠村は、大正7年（1918年）に京都市上京区（当時）に編入された。

#### 京都市編入以降
大正7年（1918年）に京都市に編入された旧衣笠村の区域は上京第35学区となり、大字北野は同学区内で「北野」を冠する2つの町（北野紅梅町・北野白梅町）となった。
上京第35学区は、昭和4年（1929年）に、学区名が小学校名（衣笠小学校）により改称され、衣笠学区となった。この学校を運営する京都市の学区は昭和17年（1942年）に廃止された。
廃止された衣笠学区の区域内には現在、概ね、金閣小学校、衣笠小学校、大将軍小学校それぞれの通学区域を範囲とする金閣学区、衣笠学区、大将軍学区が、京都市内の地域自治の単位である元学区（学区）として置かれており、公称町名に「北野」を冠する地域は、元学区では衣笠学区と大将軍学区にまたがって位置する。
行政区では1955年（昭和30年）に上京区からの北区の分区において、北区に編入されている。

### 地理
現在、公称町名に「北野」を冠する地域は、京都市北区の南西部に位置し、東側は上京区、西側は北区の等持院地域と小松原地域、北側は平野地域、南側は大将軍地域に接している。
南北の西大路通と、東西の今出川通が交通の主要軸となっており、それらが交差するとともに、嵐電北野線の北野白梅町駅が位置する北野白梅町交差点が地域の中心となっている。

### 北野地域の町名
大正7年（1918年）の衣笠村の京都市編入時に、大字北野の字「河原端」・「細道」・「一丁畑」が北野白梅町、字「段ノ上」・「五反田」・「道端」が北野紅梅町となり、北野を冠する2町が起立した。両町は昭和30年（1955年）に上京区から分区された北区となった。昭和35年（1960年）に、地域の町名町界変更が行われ、北野東紅梅町、北野上白梅町、北野下白梅町、北野西白梅町の4町が新設され、北野白梅町が北野上白梅町・北野下白梅町・北野西白梅町の一部となり、廃止された。
そのため、現在北野を冠する公称町名は以下の5町となっている。
- 北野紅梅町（-こうばいちょう）
- 北野東紅梅町（-ひがしこうばいちょう）
- 北野上白梅町（-かみはくばいちょう）
- 北野下白梅町（-しもはくばいちょう）
- 北野西白梅町（-にしはくばいちょう）

上述のとおり、現在北野白梅町という町名は存在しないが、大正7年（1918年）から昭和35年（1960年）まで存在しており、現在も交差点名・バス停留所名に用いられている。なお、嵐電（京福電気鉄道）の駅名「北野白梅町駅」は、廃止された北野駅と移設前の白梅町駅の名称から採ったともいわれる。

### 元学区（学区）
京都市内の地域自治の区分である元学区（学区）では、北野紅梅町・北野東紅梅町・北野上白梅町
が衣笠学区、北野下白梅町・北野西白梅町
が大将軍学区に含まれる。

### 小・中学校の通学区域
市立小・中学校に通う場合の通学区域は以下のとおり。
| 町名                                 | 小学校               | 中学校             |
| ------------------------------------ | -------------------- | ------------------ |
| 北野紅梅町 北野東紅梅町 北野上白梅町 | 京都市立衣笠小学校   | 京都市立衣笠中学校 |
| 北野下白梅町 北野西白梅町            | 京都市立大将軍小学校 | 京都市立北野中学校 |

### 交通

#### 鉄道
- 嵐電（京福電気鉄道）
  - 北野線
    - 北野白梅町駅

#### 路線バス
- 京都市営バス・西日本JRバス 停留所
  - 北野白梅町
    - 西日本JRバスの停留所名は2020年まで「北野」であった。

#### 道路
東西の通り
- 今出川通
- 一条通

南北の通り
- 西大路通

主要地方道
- 京都市道181号京都環状線（西大路通）

一般府道
- 京都府道101号銀閣寺宇多野線（今出川通 - 西大路通 - 一条通）

## 北野を称する主な施設とその所在地
- 京都北野郵便局（上京区今出川通七本松西入真盛町）[15]
- 北野商店街（振興組合事務所：上京区七本松通一条下る三軒町）[16]
- 北野天満宮（上京区御前通今出川上る馬喰町）
- 上京消防署 北野消防出張所（上京区今小路通御前西入紙屋川町）[17]
- 北野白梅町交差点（北区北野上白梅町・北野下白梅町）
- 北野白梅町駅（北区北野下白梅町）
- 京都市立北野中学校（中京区西ノ京中保町）